# Magic Kingdom

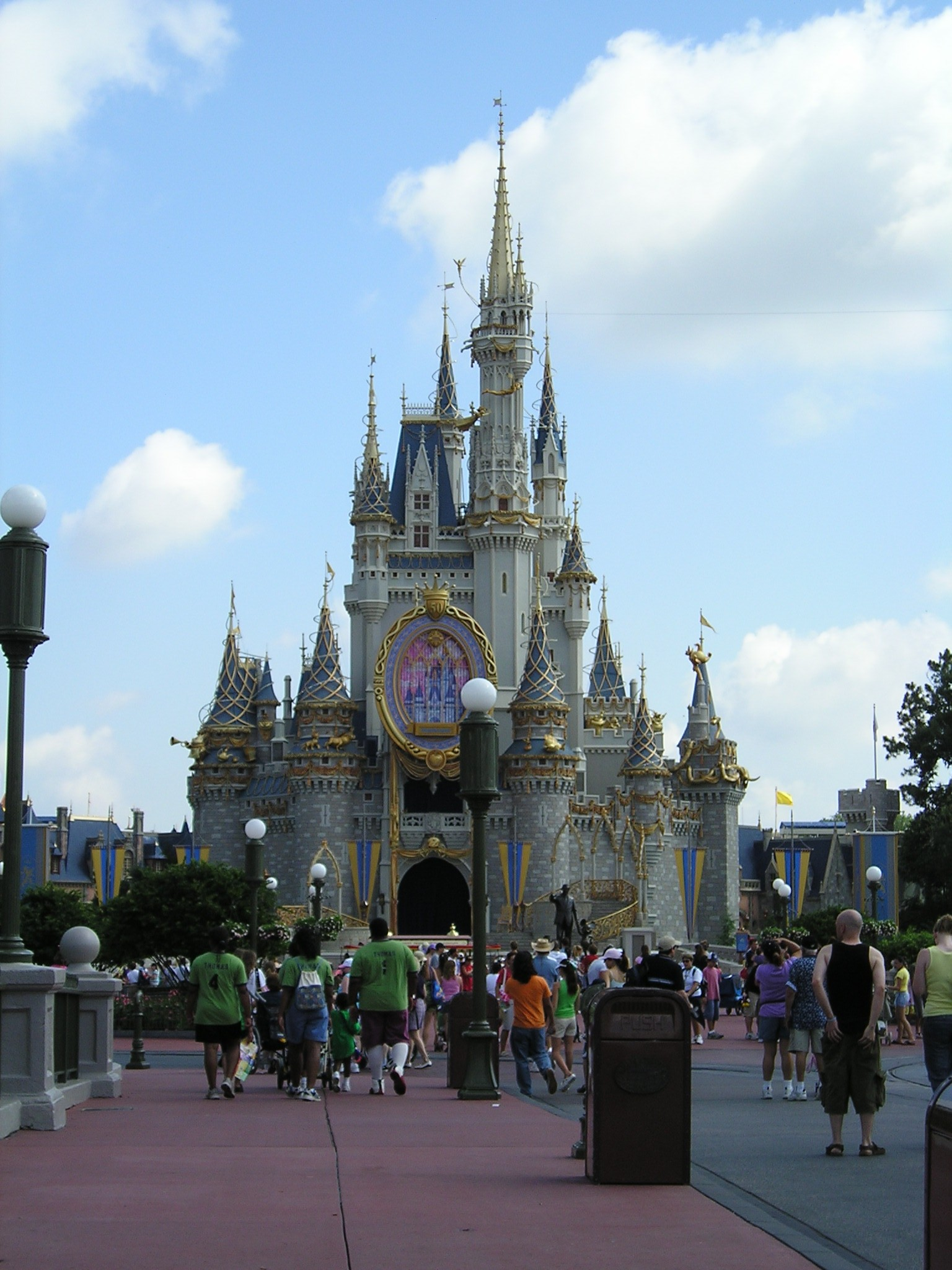
Cinderella Castle

Magic Kingdom je jedním ze čtyř tematických parků tvořících Walt Disney World Resort v oblasti Lake Buena Vista nedaleko Orlanda na Floridě v USA. Park byl poprvé otevřen 1. října 1971. Struktura parku i atrakce jsou podobné, jako v Disneylandu v Kalifornii. V roce 2006 navštívilo park zhruba 16 640 000 návštěvníků.

## Oblasti
- Main Street, U.S.A.
- Adventureland
- Frontierland
- Liberty Square
- Fantasyland
- Tomorrowland
- Mickey's Toontown Fair
- Toontown Fair